# Козлова, Марта
Марта Козлова (род. 8 августа 2009, Москва) — российская актриса, в возрасте 8 лет исполнившая заглавную роль в фильме «Война Анны» режиссёра Алексея Федорченко, ставшую для неё дебютом в кино.

## Биография
Марта Козлова родилась 8 августа 2009 года в Москве.
Дебютировала в кино Марта благодаря своей маме, которая опубликовала фото дочери в интернете, режиссёр Алексей Федорченко пригласил девочку на пробы, а уже после этого, утвердил Марту на главную роль.
Фильм «Война Анны» принес актрисе успех, в связи с чем, Марта была награждена несколькими кинопремиями.

## Фильмография
| Год  |   | Название         | Роль                     |
| ---- | - | ---------------- | ------------------------ |
| 2018 | ф | Война Анны       | Анна                     |
| 2018 | с | Мёртвые ласточки | Имя персонажа не указано |

## Награды и номинации
- 2018: Специальный диплом жюри МКФ «Кинотавр» — за создание пронзительного образа войны глазами ребёнка (Анна, «Война Анны»)
- 2018: Премия Гильдии киноведов и кинокритиков «Белый слон» — лучшая актриса (Анна, «Война Анны»)
- 2019: Номинация на премию «Золотой орёл» за лучшую женскую роль в кино (фильм «Война Анны»)[5].
- 2019: Премия «Ника» за лучшую женскую роль, также была номирована в категории «Открытие года» (фильм «Война Анны»)[6].